# Amphimallon assimile
Amphimallon assimile (Herbst, 1790) è un coleottero appartenente alla famiglia degli Scarabeidi (sottofamiglia Melolonthinae).

## Descrizione

### Adulto
A. assimile è un coleottero di dimensioni medio-piccole, comprese tra i 10 e i 14 mm. Presenza un corpo tozzo e cilindrico, di colore marroncino chiaro. I maschi presentano delle antenne più sviluppate rispetto alle femmine e una maggiore pubescenza sul pronoto.

### Larva
Le larve hanno l'aspetto di vermi bianchi dalla forma a "C". Presentano 3 paia di zampe sclerificate, al pari della testa.

## Biologia
Gli adulti compaiono a fine primavera e sono di abitudini diurne. Possono essere osservati volare nelle ore di luce del pomeriggio radente al suolo e questo permette di distinguerlo da un'altra specie molto simile: Amphimallon burmeisteri.

## Distribuzione e habitat
A. assimile è diffuso in Europa centrale, comprendendo Russia meridionale, Italia, Penisola Balcanica, Francia e Ucraina.